# FORUM+
FORUM+ is een Belgische lokale politieke partij in Baarle-Hertog.

## Geschiedenis
De partij werd opgericht in de aanloop naar de gemeenteraadsverkiezingen van 1982. Onder meer Marianne Laurijssen, Roger Willemse en Frans de Bont behoorden tot de stichters van de partij die toen door het leven ging onder de naam Progressieve Partij Baarle (PPB). Bij haar eerste deelname aan de lokale kiesstrijd overtuigde de partij 14,06% van de kiezers, goed voor een zetel in de gemeenteraad. Deze werd ingenomen door Hendrik Vanhove. Bij de stembusgang van 1988 won de partij circa 8% en overtuigden ze in totaal 22,14%, met twee verkozenen tot gevolg. De partij trad toe tot de meerderheid en vormde een coalitie met de CDK en het ACW. De Bont werd schepen.
Bij de gemeentelijke stembusgang van 1994 incasseerde de partij een stevige verkiezingsnederlaag. De partij viel terug naar 11,34% van de stemmen en had daardoor geen vertegenwoordiger meer in de gemeenteraad. Bij de lokale stembusgang van 2000 kwam de partij op onder de naam Agalev. Lijsttrekker die verkiezingen was Werner van Springel. 18,17% van de stemmers werden overtuigd, waardoor ze opnieuw over een vertegenwoordiger (de Bont) in de gemeenteraad beschikten. In de aanloop naar de verkiezingen daarop (2006) vervelde de partij tot FORUM. Hoewel er een kleine achteruitgang werd geboekt (16,70%), behield ze haar verkozene (de Bont).
Bij de gemeenteraadsverkiezingen van 2012 wist de partij 21,56% van de kiezers te overtuigen en kreeg daardoor twee zetels in de gemeenteraad toegewezen. De partij trad voor de tweede maal in haar bestaansgeschiedenis toe tot de meerderheid met Frans de Bont als schepen. Bij de stembusgang van 2018 ging de partij er opnieuw op vooruit en behaalde 29,5% van de stemmen binnen, waarmee ze drie raadsleden (Frans de Bont, Michiel Nooren en Jan Van Ammel) mocht afvaardigen naar de gemeenteraad. Er werd een coalitie gesloten met de N-VA en Frans de Bont werd aangesteld als burgemeester. Bij de verkiezingen van 2024 moest FORUM+ een zware nederlaag incasseren (verlies van ca. 10%). De partij strandde op 19,9% van de stemmen en hield slechts één verkozene over (de Bont), desondanks werd de coalitie met de N-VA verder gezet. Ook werd daarbij bekend gemaakt dat de partij een schepen buiten de gemeenteraadraad zou aanstellen, een unicum in België. Sophie Verhoeven zou daarbij fungeren als schepen, terwijl Bart Mertens de plaats van Frans de Bont in de gemeenteraad zal overnemen.